# Hippothyris rubescentis
Hippothyris rubescentis är en mossdjursart som beskrevs av Liu 200. Hippothyris rubescentis ingår i släktet Hippothyris och familjen Bitectiporidae. Inga underarter finns listade i Catalogue of Life.